# Setta (fiume)
Il Setta (la Satta in dialetto bolognese) è un fiume a regime torrentizio nell'Appennino tosco-emiliano, ed è un affluente di destra del fiume Reno, il principale per lunghezza, superficie di bacino e portata d'acqua del tratto montano fino a Casalecchio di Reno.

## Percorso
Nasce in vicinanza di Montepiano di Vernio fra il monte della Scoperta (1.273 m), il monte Casciaio (1.195 m) e il Poggio di Petto (1.121) in provincia di Prato; scorre verso Bologna, in una valle assai larga (percorsa quasi interamente dall'Autostrada del Sole) e con ampio ghiaieto. Tocca i territori dei comuni di Castiglione dei Pepoli, San Benedetto Val di Sambro, Grizzana Morandi, Monzuno e Sasso Marconi; i centri abitati più importanti che attraversa sono Pian del Voglio, Piandisetta, Rioveggio e Vado.
Dopo circa 47 chilometri di corso, il Setta termina gettandosi nelle acque del Reno di fronte alla Rupe di Sasso Marconi.

## Affluenti
I suoi affluenti sono da sinistra il rio Fobbio che nasce presso il Monte Gatta e il torrente Brasimone, che nasce presso il monte Calvi (1.283 m), forma l'omonimo Lago del Brasimone, scende per una stretta gola sotto Castiglione dei Pepoli, forma il bacino artificiale di Santa Maria e sfocia nel Setta dopo Lagaro; invece da destra il rio delle Mesole, che scende dal monte Tavianella e forma il lago di Tavianella, il torrente Gambellato, il torrente rio Voglio e il torrente Sambro, che nasce in prossimità di Pian del Voglio e segna il confine tra i comuni di San Benedetto Val di Sambro e Monzuno.

## Acquedotto romano
L'acquedotto romano (costruito sotto l'imperatore Augusto) che raccoglie le acque del Setta e le porta a Bologna è ancora attivo (è stato ristrutturato alla fine del XIX secolo) e comprende un cunicolo di 18 km scavato nella roccia con pendenza dello 0,1%. Tuttora una buona parte delle acque dell'acquedotto di Bologna derivano dall'opera di presa sul Setta, posta circa 1 km a monte della confluenza nel Reno, che le adduce nella vicina centrale di potabilizzazione e, di qui, nella rete idrica dell'area metropolitana bolognese.